# Wełcza
Wełcza – przysiółek wsi Zawoja w Polsce, położony w województwie małopolskim, w powiecie suskim, w gminie Zawoja, u podnóża Jałowca, w dolinie potoku Wełczówka, jeden z najstarszych przysiółków wsi.

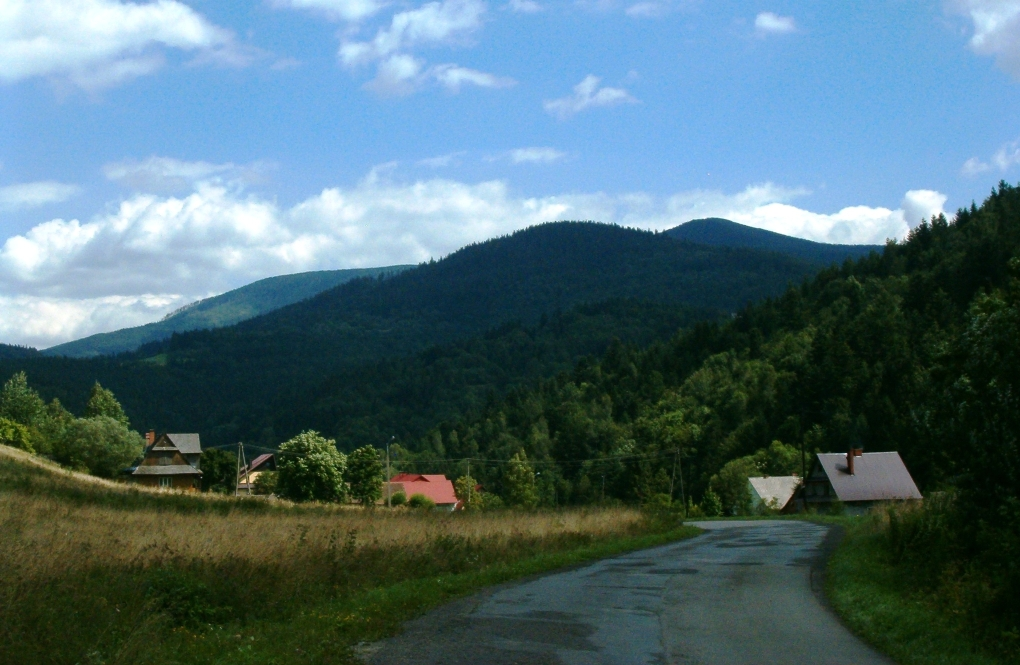
Zawoja Wełcza – widok w kierunku Policy

## Historia
Nazwa etymologicznie pochodzi od występujących dawniej w masywie Babiej Góry wilków.
W latach 1975–1998 przysiółek administracyjnie należał do województwa bielskiego.
Najważniejszym zabytkiem Wełczy jest kaplica pod wezwaniem św. Andrzeja Boboli z początku XX wieku (zaprojektował ją pochodzący z Zawoi inżynier Stefan Ficek, obecnie nieużywana). Obok w 1998 roku wybudowano nowy kościół Najświętszego Serca Pana Jezusa.
Do innych ciekawych miejsc przysiółka należy skwerek edukacyjny – krąg ogniskowy ze szkółką leśną przy miejscowej leśniczówce.
W miejscowej szkole funkcjonuje całoroczne schronisko PTSM.
Szlaki turystyczne z Zawoi – Wełczy:
 – na Jałowiec – 1:50 godz.
 – na Przełęcz Klekociny
 – do Zawoi – Składów – 1:10 godz.